# Кембридж-спрингский вариант
Ке́мбридж-спри́нгский вариа́нт — шахматный дебют, разновидность отказанного ферзевого гамбита. Начинается ходами: 
 1. d2-d4 d7-d5 
 2. c2-c4 e7-e6 
 3. Кb1-c3 Кg8-f6 
 4. Сc1-g5 Кb8-d7 
 5. e2-e3 c7-c6 
 6. Кg1-f3 Фd8-a5.
Возможна перестановка первых ходов. В частности, позиция, указанная на диаграмме, также может возникнуть из славянской защиты после ходов: 1. d2-d4 d7-d5 2. c2-c4 c7-c6 3. Кg1-f3 Кg8-f6 4. Кb1-c3 e7-e6 5. Сc1-g5 Кb8-d7 6. e2-e3 Фd8-a5.

## История
Дебют получил название после турнира в американском городе Кембридж-Спрингсе (штат Пенсильвания) в 1904 году, в ходе которого данный вариант отказанного ферзевого гамбита встретился в нескольких партиях, после чего завоевал популярность. В то же время указанное начало играли и ранее. Так, в 1896 году на турнире в Нюрнберге дебют применил Г. Пильсбери, а первая известная партия датируется 1892 годом (Э. Ласкер — А. Ходжес, 0-1).
В XX столетии кембридж-спрингский вариант был весьма распространённым началом, особенно после его успешного применения А. А. Алехиным в матче за звание чемпиона мира против Х. Р. Капабланки в 1927 году, впоследствии указанная система входила в дебютный репертуар 7-го чемпиона мира по шахматам В. В. Смыслова.
В настоящее время данный дебют не утратил актуальности, однако встречается реже, так как белые зачастую продолжают путём 6. c4:d5, сводя игру на другие, более выгодные для них схемы.

## Идеи дебюта
Ходом 6. …Фd8-a5 чёрные связывают коня c3 и готовят угрозы в центре и на ферзевом фланге неприятеля. В распоряжении чёрных имеются следующие ходы: Кf6-e4, Сf8-b4 (создание давления на коня c3), а также d5:c4 (создание угрозы для слона g5). От белых требуется точная игра. У них есть три основных продолжения:
1. Защита от угрозы 7. …Кf6-e4 путём 7. Кf3-d2;
2. Предупреждение размена 7. …d5:c4 посредством 7. c4:d5;
3. Ликвидация потенциальной угрозы слону g5 с помощью размена 7. Cg5:f6.

## Варианты

### Продолжение 7. Кf3-d2
Практика показала наибольшую эффективность именно этого варианта игры за белых, и в настоящее время это наиболее популярное продолжение.
- 7. …Сf8-b4 8. Фd1-c2 — вариант Боголюбова[11].
  - 8. …d5:c4 9. Сg5:f6 Кd7:f6 10. Кd2:c4 Фa5-c7 11. g2-g3 0—0 12. Сf1-g2 Сc8-d7 13. a2-a3 Сb4-e7 14. b2-b4 b7-b6 15. 0—0 Лa8-c8 — сложная игра с инициативой у белых[12].
  - 8. …0—0 9. Сg5-h4 — аргентинский вариант[13].
- 7. …d5:c4 — вариант Рубинштейна[14].

### Другие продолжения
Согласно статистике, данные варианты являются менее распространёнными.
- 7. c4:d5 — вариант с разменом пешек[15].
  - 7. …Кf6:d5 — югославский вариант[16].
    - 8. Фd1-d2 Кd7-b6 9. Сf1-d3 Кd5:c3 10. b2:c3 Кb6-d5 11. Лa1-c1 Кd5:c3 12. 0—0 Сf8-b4 13. a2-a3 Фa5:a3 14. Лc1-a1 Фa3-b3 15. Лf1-c1 — сложная игра с инициативой у белых[12].
    - 8. Фd1-b3 Сf8-b4 9. Лa1-c1 e6-e5! 10. Сf1-c4 Кd7-b6 11. Сc4:d5 Кb6:d5 12. Кf3:e5 Сc8-e6 13. Кe5-c4 Кd5:c3! 14. Кc4:a5 Кc3:a2+ 15. Фb3:b4 Кa2:b4 — с хорошей игрой у чёрных[9].
- 7. Сg5:f6 — вариант Капабланки[17]. Далее возможно 7. …Кd7:f6 8. Сf1-d3 Сf8-b4 9. Фd1-b3 d5:c4 10. Сd3:c4 0—0 11. 0—0 Сb4:c3 12. b2:c3 b7-b6 13. Кf3-e5 Сc8-b7 14. Сc4-e2 c6-c5 15. Кe5-c4 Фa5-a6 — ввиду угрозы Сb7-d5 чёрные получают достаточную контригру[18][9].

## Примерные партии
- Х. Р. Капабланка — А. А. Алехин, Буэнос-Айрес, 1927[19]

1. d2-d4 d7-d5 2. c2-c4 e7-e6 3. Кb1-c3 Кg8-f6 4. Сc1-g5 Кb8-d7 5. e2-e3 c7-c6 6. Кg1-f3 Фd8-a5 7. Кf3-d2 Сf8-b4 8. Фd1-c2 d5:c4 9. Сg5:f6 Кd7:f6 10. Кd2:c4 Фa5-c7 11. a2-a3 Сb4-e7 12. Сf1-e2 0—0 13. 0—0 Сc8-d7 14. b2-b4 b7-b6 15. Сe2-f3 Лa8-c8 16. Лf1-d1 Лf8-d8 17. Лa1-c1 Сd7-e8 18. g2-g3 Кf6-d5 19. Кc4-b2 Фc7-b8 20. Кb2-d3 Сe7-g5 21. Лc1-b1 Фb8-b7 22. e3-e4 Кd5:c3 23. Фc2:c3 Фb7-e7 24. h2-h4 Сg5-h6 25. Кd3-e5 g7-g6 26. Кe5-g4 Сh6-g7 27. e4-e5 h7-h5 28. Кg4-e3 c6-c5 29. b4:c5 b6:c5 30. d4-d5 e6:d5 31. Кe3:d5 Фe7-e6 32. Кd5-f6+ Сg7:f6 33. e5:f6 Лd8:d1+ 34. Лb1:d1 Сe8-c6 35. Лd1-e1 Фe6-f5 36. Лe1-e3 c5-c4 37. a3-a4 a7-a5 38. Сf3-g2 Сc6:g2 39. Крg1:g2 Фf5-d5+ 40. Крg2-h2 Фd5-f5 41. Лe3-f3 Фf5-c5 42. Лf3-f4 Крg8-h7 43. Лf4-d4 Фc5-c6 44. Фc3:a5 c4-c3 45. Фa5-a7 Крh7-g8 46. Фa7-e7 Фc6-b6 47. Фe7-d7 Фb6-c5 48. Лd4-e4 Фc5:f2+ 49. Крh2-h3 Фf2-f1+ 50. Крh3-h2 Фf1-f2+ 51. Крh2-h3 Лc8-f8 52. Фd7-c6 Фf2-f1+ 53. Крh3-h2 Фf1-f2+ 54. Крh2-h3 Фf2-f1+ 55. Крh3-h2 Крg8-h7 56. Фc6-c4 Фf1-f2+ 57. Крh2-h3 Фf2-g1 58. Лe4-e2 Фg1-f1+ 59. Крh3-h2 Фf1:f6 60. a4-a5 Лf8-d8 61. a5-a6 Фf6-f1 62. Фc4-e4 Лd8-d2 63. Лe2:d2 c3:d2 64. a6-a7 d2-d1=Ф 65. a7-a8=Ф Фf1-g1+ 66. Крh2-h3 Фd1-f1+ 0-1 Мат неизбежен: 67. Фe4-g2 Фg1-h1×.
- Ройбен Файн — Генри Эванс, Вашингтон, 1944[20]

1. d2-d4 d7-d5 2. c2-c4 e7-e6 3. Кb1-c3 Кg8-f6 4. Сc1-g5 Кb8-d7 5. e2-e3 c7-c6 6. Кg1-f3 Фd8-a5 7. Кf3-d2 Сf8-b4 8. Фd1-c2 0—0 9. Сf1-e2 e6-e5 10. d4:e5 Кf6-e4 11. Кd2:e4 d5:e4 12. 0—0 Сb4:c3 13. b2:c3 Кd7:e5 14. Сg5-f4 Лf8-e8 15. Фc2:e4 Сc8-f5 0-1. Белые теряют ферзя: после 16. Фe4-d4 последует 16. …Лa8-d8.